# Cyrus Teed
Cyrus Reed Teed (18 octobre 1839 - 22 décembre 1908) était un médecin et alchimiste américain, devenu chef religieux pseudoscientifique et autoproclamé messie. En 1869, se réclamant d'une révélation divine, Teed prit le nom de « Cyrus Koresh » et proposa un nouvel ensemble d'idées scientifiques et religieuses qu'il appela « Koreshanité », incluant la croyance en l'existence d'une cosmologie concave, ou « cellulaire », postulant que le ciel, l'humanité et la surface de la Terre se trouvent à l'intérieur d'une sphère englobant l'univers.
À New York, dans les années 1870, il fonda l'Unité Koreshan, une communauté dont les règles de conduite étaient fondées sur ses enseignements. D'autres communautés similaires furent établies à Chicago et à San Francisco. Après 1894, le groupe se concentra dans la petite ville floridienne d'Estero, cherchant à y construire une « Nouvelle Jérusalem ». Il atteignit un pic de 250 habitants au cours de la première décennie du XXe siècle. Après la mort de Teed, fin 1908, le groupe déclina et disparut définitivement en 1961, laissant derrière lui le Site historique d'État Koreshan.

## Biographie

### Enfance
Teed est né le 18 octobre 1839 à Trout Creek, New York, de Sarah et Jesse Teed. Cyrus a grandi à Utica, New York et, après avoir quitté l'école à l'âge de 11, il a travaillé sur le canal Érié comme conducteur des animaux qui tiraient les bateaux,. Cyrus était un parent éloigné de Joseph Smith, fondateur du mouvement des saints des derniers jours.
Teed a étudié la médecine avant d'ouvrir un cabinet médical à Utica, New York.

## Théories
Il eut en 1869 l'intuition mystique (illumination) d'un tel modèle de Terre creuse concave, qu'il appela « Cosmogonie cellulaire ». À partir de cette vision du monde, il fonda la secte Koreshan Unity (en) (Koresh est la version hébraïque de son prénom Cyrus), et créa en 1894 avec ses disciples une communauté utopiste à Estero en Floride, aujourd'hui parc historique. Les disciples de Teed effectuèrent en 1897 des mesures sur la côte de Floride, près de la ville de Naples, à l'aide d'un équipement technique approprié dit « rectiligneur » (rectilineator) ; selon eux, les résultats obtenus apportaient la preuve expérimentale de la concavité de la courbure de la Terre.

## Publications
- The Immortal Manhood: The Laws and Processes of Its Attainment in the Flesh. Chicago, IL: Guiding Star Publishing House, 1902.
- The Cellular Cosmogony; or, The Earth a Concave Sphere. With Ulysses G. Morrow. Estero, FL: Guiding Star Publishing House, 1905.

## Dans la culture populaire
- Le Peuple de l'enfer, discute de ces théories.